# グザヴィエ・ル・ピション
グザビエ・ル・ピション（Xavier Le Pichon、1937年6月18日 - 2025年3月22日）は、フランスの地球物理学者である。1968年にプレートテクトニクスのモデルを提出し、この分野のパイオニアである。

## 略歴
フランス領であったベトナムのクイニョンで生まれた。カーン大学（University of Caen Normandy）で学んだ後、アメリカ合衆国に渡り、1963年にコロンビア大学で助手として研究した後、1966年、ストラスブール大学で博士号を得た。1968年に最初のプレートテクトニクスのモデルを提案したことで知られる。
ダン・マッケンジーとロバート・L・パーカーの理論に基づいて、6つのプレートと1億2千万年の間の相対的なプレートの移動のモデルを作った。このモデルは地震帯の分布と大陸の歴史の理解に貢献した。1973年にジャン・ボナン (Jean Bonnin) と Jean Francheteau と共著でプレートテクトニクスに関する著書を執筆した。1969年にブレストの海洋学、地質学研究所の所長となり、1978年にパリ第6大学ピエール・エ・マリ・キュリーの教授、1984年にエコール・ノルマル・シュペリウールの教授、1986年にコレージュ・ド・フランスの地球力学講座主任教授となった。
2025年3月22日に死去。88歳没。

## 受賞歴
- 1973年: CNRS銀メダル（フランス国立科学研究センター）
- 1975年: モーリス・エウィング賞（アメリカ地質物理学連合）
- 1990年: 日本国際賞（国際科学技術財団）[2]
- 1991年: ウォラストン・メダル（ロンドン地質学会）
- 2002年: バルザン賞